# Туорт, Фредерик
Фредерик Туорт (англ. Frederik Twort, 22 октября 1877, Камберли Великобритания — 20 марта 1950, там же) — английский бактериолог и вирусолог, член Лондонского королевского общества (1929—50).

## Биография
Родился Фредерик Туорт 22 октября 1877 года в Камберли. В 1900 году получил медицинское образование в больнице Сент-Томас и тут же был принят на работу в данную больницу, где, проработав год, решает свою жизнь связать с Лондоном и устраивается в Лондонскую больницу, где он работал с 1902 по 1909 год. С 1909 по 1950 год занимал должности директора Брауновского ветеринарного института и профессора бактериологии Лондонского университета. В начале 1950 года вдруг Фредерик Туорт почувствовал себя плохо и решил порвать со всеми должностями и переехать к себе на родину в Камберли. Там он и скончался 20 марта 1950 года.

## Научные работы
Основные научные работы посвящены изучению инфекционных болезней.
- 1908 — Впервые применил селективный метод для получения чистой культуры бактерий.
- 1912 — Совместно с Дж. Ингремом установил необходимость витамина K для роста некоторых микроорганизмов.
- 1913 — Открыл и описал вирус бактерий, который вскоре станет известным как бактериофаг.
- 1915 — Установил, что выделенный им литический агент отвечает всем критериям вируса по определению Д. И. Ивановского.
- Занимался культивированием микроорганизмов.
- Изучал стафилококковые инфекции и морфологию стафилококков.
- Назвал явление бактериофагии «передающимся лизисом стафилококков».

## Список использованной литературы
- БСЭ, 3-е издание, 1970—78.
- Биологи. Биографический справочник.— Киев.: Наук. думка, 1984. — 816 с.: ил.